# 迪拜酋长国
迪拜酋长国（阿拉伯语：‎，羅馬化：Imārat Dubayy）是组成阿拉伯联合酋长国的七个酋長國之一，该国與阿布扎比酋长国為阿联酋联邦国民议会中就國家重要事項有否決權的两个酋長國。从面积上计算它是继阿布扎比之后第二大酋长国。杜拜是酋长国的首府，并且本酋长国也是以该城市命名。迪拜酋长国的统治者为穆罕默德·本·拉希德·阿勒馬克圖姆。

## 地理

### 飞地
- 哈塔